# Cocoon
Cocoon (br: Cocoon / pt: Cocoon - A Aventura dos Corais Perdidos) é um filme americano de 1985, dos gêneros ficção científica e comédia dramática, dirigido por Ron Howard.
É estrelado por Don Ameche, Wilford Brimley, Hume Cronyn, Brian Dennehy, Jack Gilford, Steve Guttenberg, Maureen Stapleton, Jessica Tandy, Gwen Verdon, Herta Ware, Tahnee Welch e Linda Harrison. As filmagens ocorreram em St. Petersburg, Florida. O filme conquistou dois premios Óscars.
Uma continuação do filme, intitulada Cocoon: The Return, foi lançada em 1988 com a maior parte do elenco original reprisando seus papéis.

## Sinopse
Um grupo de extraterrestres chega à Terra com a missão de resgatar alguns casulos com seres de outro planeta e que estão depositados numa piscina abandonada. Sem desconfiar de nada, três velhinhos de um asilo próximo utilizam a piscina. Como a água da piscina está energizada para conservar os casulos até que os Et's consigam removê-los todos, os velhinhos passam a sentir-se rejuvenescidos e com grande disposição. Quando descobrem a razão do que está acontecendo, decidem ajudar os extraterrestres a cumprirem sua missão.

## Elenco principal
- Don Ameche ....  Arthur Selwyn
- Wilford Brimley ....  Benjamin Luckett
- Hume Cronyn ....  Joseph Finley
- Brian Dennehy ....  Walter
- Jack Gilford ....  Bernard Lefkowitz
- Steve Guttenberg ....  Jack Bonner
- Maureen Stapleton ....  Marilyn Luckett
- Jessica Tandy ....  Alma Finley
- Gwen Verdon ....  Bess McCarthy
- Herta Ware ....  Rosie Lefkowitz
- Tahnee Welch ....  Kitty
- Barret Oliver ....  David
- Linda Harrison ....  Susan
- Tyrone Power Jr. ....  Pillsbury
- Clint Howard ....  John Dexter

## Recepção
No site agregador de críticas Rotten Tomatoes, 82% das 49 resenhas dos críticos são positivas. O consenso diz: "Embora possa ser demasiado sentimental para alguns, o conto sobrenatural de Ron Howard da eterna juventude é suave e reconfortante, tocando em questões pungentes de idade no processo."

## Trilha sonora
A trilha sonora do filme foi lançada em CD em 1985 e re-lançada em 1997. A canção "The Ascension" também está presente no álbum Ron Howard Passions and Achievements de 1997.

### Faixas
1. "Through the Window" (2:54)
2. "The Lovemaking" (4:21)
3. "The Chase" (4:27)
4. "Rose's Death" (2:10)
5. "The Boys Are Out" (2:35)
6. "Returning to the Sea" (4:13)
7. "Gravity" - Michael Sembello (4:52)
8. "Discovered in the Poolhouse" (2:45)
9. "First Tears" (1:49)
10. "Sad Goodbyes" (2:22)
11. "The Ascension" (5:55)
12. "Theme from Cocoon" (6:03)

## Principais prêmios e indicações
Oscar 1986 (EUA)
- Vencedor nas categorias de melhor ator coadjuvante (Don Ameche) e melhores efeitos especiais.

Globo de Ouro 1986 (EUA)
- Indicado na categoria de melhor filme - comédia/musical.[2]

Prêmio Saturno 1986 (Academy of Science Fiction, Fantasy & Horror Films, EUA)
- Venceu na categoria de melhor diretor.
- Indicado nas categorias de melhor ator (Hume Cronyn), melhor atriz (Jessica Tandy), melhor música, melhor filme de ficção científica, melhor atriz coadjuvante (Gwen Verdon) e melhor roteiro.